# Cuerpo de texto

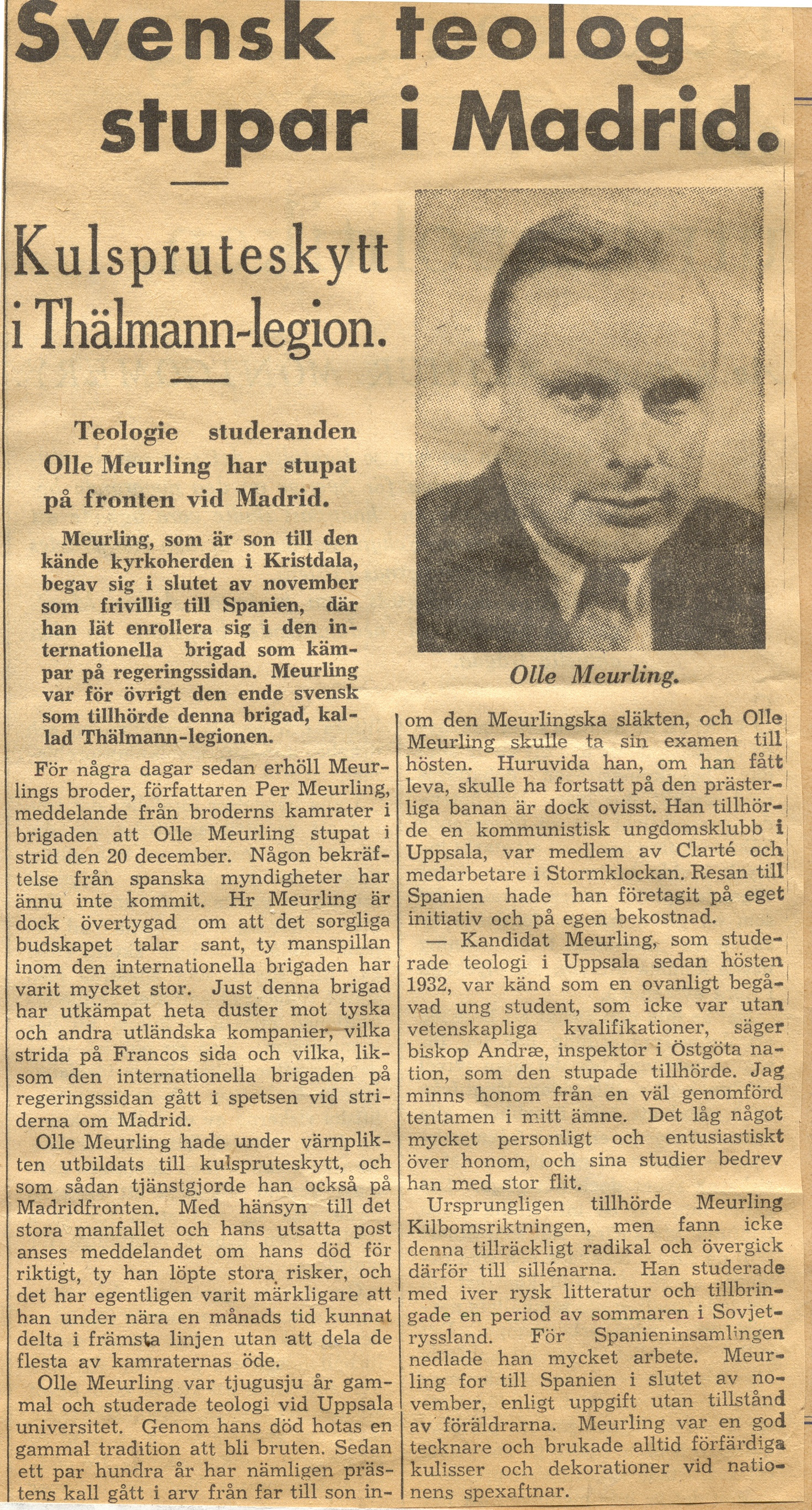
Obituario de Olle Meurling, 1937. En esta noticia de periódico podemos observar la jerarquía clásica de los distintos textos: Título, subtítulo, entradilla, imagen y pie de imagen, y ocupando toda la mitad inferior, el cuerpo de texto.

El cuerpo de texto, también llamado texto corrido o texto base, es la parte escrita de un documento, libro, publicación, diario, página web o cualquier otra obra textual impresa o digital, que es la base de la misma, y que se caracteriza por un formato simple e invariable. Es uno de los elementos imprescindibles de la maquetación, junto con el título, el subtítulo, la imagen, el pie de imagen, el epígrafe, los textos de navegación (n.º pág., etc.), y es quizá el más relevante, porque narra en profundidad el contenido de la obra. El cuerpo de texto se forma de párrafos o parágrafos, y cada uno de ellos expone y desarrolla una sola idea.
Se considera el cuerpo de texto una lectura de tipo «inmersiva», por lo que, a la hora de diseñar el texto, la prioridad va a ser optimizar todo lo posible la legibilidad y evitar cansar el ojo del lector.

## Composición tipográfica
La composición del texto (typesetting), y más particularmente del cuerpo de texto, es tarea del impresor y de su cajista o maquetador (typesetter). En cambio, la composición de las otras partes, las páginas preliminares y el cuerpo de la obra cuando involucra un diseño específico es, si el presupuesto lo permite, competencia del diseñador del libro. Si bien, en la época predigital, cuando los libros se imprimían con tipos de letras, los oficios estaban bien definidos, hoy en día, las diferencias entre unos y otros se han difuminado y uno mismo puede ser diseñador y maquetista a la vez, usando programas como Adobe InDesign.

#### Características del cuerpo de texto
En cuanto a las características tipográficas que debe tener un texto base o cuerpo de texto, es importante remarcar que todas tienen como objetivo mejorar al máximo la legibilidad. Es decir, evitar cansar el ojo del lector lo menos posible. Para ello, algunas convenciones tipográficas son:
- Tipo de letra: usar fuentes tipográficas con serifas, como Times New Roman, Georgia, Caslon, Baskerville, Avenir o Garamond.[2] Por lo tanto, evitar las sans-serif en el cuerpo de texto. Una convención es combinar una serif para el texto base y una sans-serif (como Arial o Helvética) para los títulos. Nunca un cuerpo de texto se escribe con dos o más fuentes.
- Punto de letra: para el cuerpo de texto impreso se suele usar una medida entre los 9 y los 12 pt. Para pantallas se suele usar una medida entre los 18 y 22 píxeles para desktop y 16 píxeles para teléfono.[3]
- Justificación: los cuerpos de texto se alinean generalmente a la izquierda, nunca a la derecha y pocas veces están centrados. La bandera es el conjunto que forman el extremo final de cada línea del párrafo. Una buena legibilidad consiste en generar una bandera armoniosa, sin grandes saltos entre las líneas. Para ello, los cuerpos de texto generalmente siempre se «hifenan», es decir, se separan por sílabas las palabras finales que sean demasiado largas: se agrega un guion (-) y el final de la palabra baja al siguiente renglón.[4] En cambio, en la justificación centrada se busca lo opuesto: forzar la diferencia entre líneas, y por lo tanto nunca se van a hifenar.
- Columna y ancho de columna: en libros, casi siempre hay una única columna por página, mientras que en los periódicos podemos encontrar una retícula que genere varias columnas. Existe un modelo para determinar el ancho de la columna, y es el de 65 caracteres por línea (más o menos, incluyendo espacios).[5][6] Más de 75 caracteres puede dificultar la lectura, ya que el ojo debe realizar un viaje excesivamente largo para encontrar la siguiente línea.[7]
- Párrafos: El largo de los párrafos es bastante variable y dependerá del contenido. Cada párrafo expresa y desarrolla una sola idea, y se forma de una afirmación inicial, un apoyo con evidencias y una explicación final o conclusión.[1][8] La separación entre ellos puede ser mediante una línea en blanco (la cual ocupa lo mismo que una línea normal de texto) o bien agregando una sangría. La sangría nunca es necesaria en el primer párrafo. Para determinar el ancho de una sangría, existe el estándar llamado «medida de cuadratín» (□), es decir, mismo ancho que alto de la línea o 1×1. Además, se denomina «viuda» o «huérfano» a la palabra que queda «colgada» respectivamente a principio o a final del párrafo, y se deben evitar porque rompen la textura.
- Números y siglas (u otro tipo de palabras en mayúscula): rompen la textura de un texto base. Para evitarlo, usaremos cifras elzevirianas en el caso de los números y versalitas en el caso de las palabras mayúsculas.
- Interlínea: lo que se llama «interlínea sólida» quiere decir que la interlínea tiene el mismo tamaño (pt) que la propia letra. Sin embargo, la interlínea sólida tampoco es lo más común, y dependerá del tipo de texto. Una convención es el 120% respecto al tamaño de la letra.[6]

A pesar de las indicaciones dadas, prevalece en todo momento la apariencia óptica, el aspecto visual, más que cualquier regla. El maquetador debe desarrollar ojo para diseñar la «textura» o «mancha» que produce el cuerpo de texto.

## En edición de libros
A la hora de diseñar un libro, el cuerpo de texto o texto base es lo que conforma el cuerpo de la obra (en inglés, body matter), es decir, el conjunto de páginas que contienen el texto principal de un libro.
Por lo tanto, le preceden las páginas preliminares (portada, contraportada, índice, agradecimientos, prefacio, prólogo, etc.) y le suceden las páginas finales (apéndice, bibliografía, epílogo, glosario, etc.). Mientras que el autor o escritor del libro es quien desarrolla el cuerpo de la obra, son los editores los que diseñan las páginas preliminares y finales. Por ejemplo, si la introducción de un libro está escrita por el mismo autor, se considera que forma parte del cuerpo de la obra; en cambio, si la escribe el editor o publicador, entonces forma parte de los preliminares.

## En diseño web
El lenguaje HTML retoma la expresión «cuerpo del texto» para denominar el mismo concepto en una página web con textos. De hecho, hay un elemento HTML fundamental que se llama <body>, que contiene el texto en sí de la página web, en oposición al <head>, el cual contiene metadatos, como el estilo (css) o el título de la página. La composición de una página web se lleva a cabo mediante elementos del cuerpo del documento dentro de esta.
No existe un elemento HTML específico para el «texto del cuerpo» en el sentido estricto tipográfico, pero los elementos de bloque de <p> y <div> se usan con esta finalidad, y para otras muchas (como títulos, subtítulos, pies de imagen, etc.). Generalmente se prefiere el uso de <p> sobre <div>.